# メルセデス・ベンツ・M273エンジン

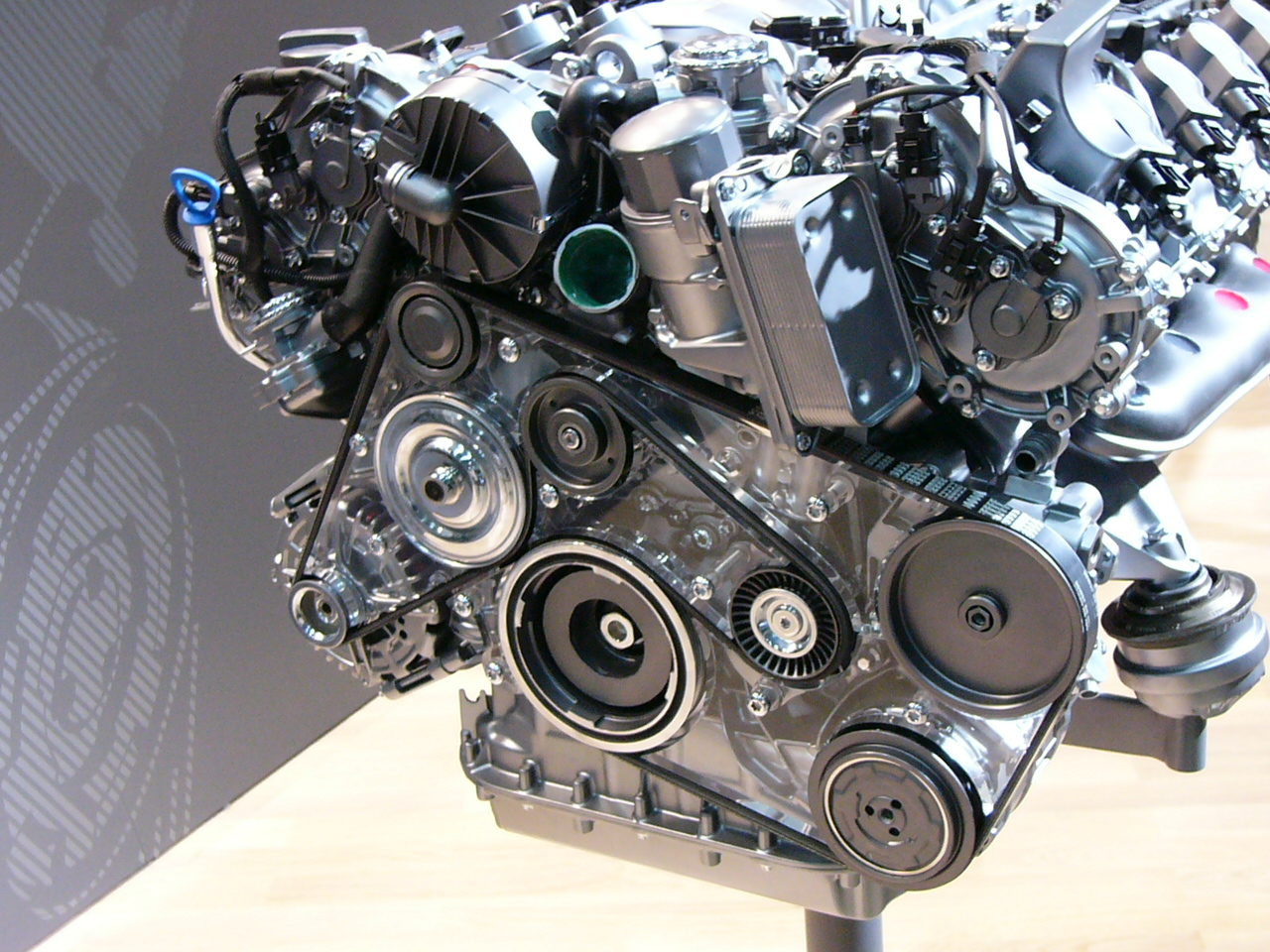
M273E55

メルセデス・ベンツ M273エンジンとは、メルセデス・ベンツのV型8気筒ガソリンエンジンである。
2005年のSクラスに搭載されてから、順次旧型SOHCエンジンのM113がこのエンジンに置き換えられた。同年に登場したV型6気筒エンジンのM272の兄貴分で、吸気側カムシャフトのみチェーンで駆動される動弁系の駆動方法やマグネシウム製可変吸気マニフォールドがバンク間に収まるなど共通設計がなされている。
排気量が4,663ccのE46と5,461ccのE55の2種がある。

## バリエーション

### M273E55
- タイプ：5,461cc V型8気筒 DOHC 32バルブ 可変バルブタイミング
- ボア×ストローク：98.0mm×90.5mm
- 圧縮比：10.5
- 最高出力、最大トルク：387PS（285kW）/6000rpm、54.0kgm（530Nm）/2800～4800rpm

### M273E46
- タイプ：4,663cc V型8気筒 DOHC 32バルブ 可変バルブタイミング
- ボア×ストローク：92.9mm×86.0mm
- 圧縮比：-
- 最高出力、最大トルク：-、-

## 日本での搭載車種
- E550 アバンギャルドS/E550 アバンギャルドS ステーションワゴン（W211）
- E550 アバンギャルド/E550 アバンギャルド ステーションワゴン（W212)
- CLS550（W219）
- S500/S500 ロング（W221）
- S550/S550 4MATIC/S550 ロング（W221）
- CL550（C216）
- SL550（R230）
- GL550（X164）
- G550（W463）